# Amaurobioides major
Amaurobioides major är en spindelart som beskrevs av Forster 1970. Amaurobioides major ingår i släktet Amaurobioides och familjen spökspindlar. Inga underarter finns listade i Catalogue of Life.